# Vong Pisen
Vong Pisen (tiếng Khmer: វង្ស ពិសេន, "Vông Pi-sên") là vị tướng lĩnh Campuchia hiện giữ chức Tổng tư lệnh Quân đội Hoàng gia Campuchia kể từ ngày 6 tháng 9 năm 2018.